# Гриневич Людмила Володимирівна
Людми́ла Володи́мирівна Грине́вич (* 2 лютого 1962, Київ) — українська історикиня, докторка історичних наук. Досліджує історію Голодомору в контексті геноцидних та імперіологічних студій, інші випадки політики творення голоду в Україні та світі, механізми та наслідки дії радянської пропаганди, психоментальний стан, суспільно-політичні настрої населення УСРР в епоху Голодомору, політику пам'яті сучасних України та Світу.

## Життєпис
1986 року закінчила з відзнакою історичний факультет Київського державного університету.
Працювала в Центральному державному архіві вищих органів державної влади УРСР, та ряді музеїв Києва.
З 1991 року — інженер-дослідник, молодший науковий співробітник, науковий співробітник відділу української історіографії.
1995 року захистила кандидатську дисертацію «Військове будівництво в УСРР у 20-х — на початку 30-х років XX століття: національний аспект», керівник — доктор історичних наук Ю. А. Пінчук.
З 1996 року — старший науковий співробітник, провідний науковий співробітник відділу історії України 20-30-х рр. ХХ сторіччя Інституту історії України НАН України.
2014 року захистила докторську дисертацію «Голод 1928—1929 рр.: влада і українське суспільство», науковий консультант — доктор історичних наук С. В. Кульчицький.
З 2015 р. очолює ГО Український науково-дослідний та освітній центр вивчення Голодомору (англ. HREC in Ukraine). Український представник Дослідно-освітнього консорціуму з вивчення Голодомору (HREC) при Канадському інституті українських студій університету Альберти. Головна редакторка міжнародного міждисциплінарного наукового часопису «Студії Голодомору/Holodomor Studies».

## Вибрані праці
- 2005 — «„Тест на політичну лояльність“: суспільно-політичні настрої населення УСРР в умовах „воєнної тривоги“ 1927 року», «Проблеми історії України: Факти, судження, пошуки», випуск 13, Київ,
- 2003 — «Соціальні почуття та політичні настрої червоноармійців в роки голодомору», «Голод 1932—1933 років в Україні: Причини та наслідки.», Київ,
- 2003 — «Сталінська „революція згори“ та голод 1933 р. як фактори політизації української спільноти», «Український історичний журнал», № 5,
- 2003 — «Політична історія України ХХ століття.», том 3, у співавторстві, Київ,
- 2003 — «Політика українізації і Червона армія», « „Українізація“ 1920-30-х років: передумови, здобутки, уроки.», Київ,
- 2003 — «Державні гімни як символи політичної влади і боротьби в Україні (перша половина ХХ сторіччя)», « Проблеми історії України: Факти, судження, пошуки», випуск 9, Київ,
- 2002 — «Морально-психологічний аспект державного терору. Політичний терор і тероризм в Україні.», Київ,
- 2001 — «Військове будівництво у ХХ столітті: історичний нарис, події, портрети.», Київ, у співавторстві,
- 2001 — «Слідча справа М. А. Муравйова: Документована історія.», Київ, у співавторстві,
- 2001 — «Національне військове питання в діяльності Союзу євреїв-воїнів КВО (липень 1917 — січень 1918 рр.)», Київ, 2001, у співавторстві,
- 2001 — «День РСЧА в контексті історичних міфотворень радянської доби.», «Проблеми історії України: Факти, судження, пошуки.», випуск 5, Київ,
- 1999 — «Історія ОУН-УПА на тлі політичної боротьби в сучасній Україні. Протистояння. Звернення, заяви, листи громадських організацій, політичних партій, громадян України до Комісій з вивчення діяльності ОУН-УПА. 1996—1998 рр.», Київ,
- 1999 — «Покажчик публікацій про діяльність ОУН та УПА (1945—1998 рр.).», Київ, у співавторстві,
- 1996 — «Військове будівництво в Радянській Україні. 1917 — поч. 30-х рр.», «Історія українського війська», Львів, «Участь військ ДПУ та РСЧА в антиселянських акціях 1930 рр.»,
- «„Надзвичайні заходи“ 1928 р. та особовий склад УВО»,
- «Виявлення національної ідентичності українського селянства в роки колективізації»,
- «Методи хлібозаготівель 1928/29 р. по-сталінському.»